# Infravörös érzékelő
Az infravörös kereső és követő rendszer (IRST – Infrared Search and Track) olyan módszer, amellyel infravörös sugárzást kibocsátó objektumokat – például sugárhajtású repülőgépek és helikopterek infravörös jeleit – észlelnek és követnek.
Az IRST az előretekintő infravörös rendszer (FLIR) általánosított esete, azaz az előretekintéstől a teljes körű helyzetfelismerésig terjed. Az ilyen rendszerek passzívak (termográfiai kamerák), ami azt jelenti, hogy a radarral ellentétben nem bocsátanak ki saját sugárzást. Ez azt az előnyt adja nekik, hogy nehéz őket észlelni. 
Mivel azonban a légkör bizonyos mértékig gyengíti az infravörös sugárzást (bár nem annyira, mint a látható fény), és mivel a kedvezőtlen időjárás is gyengítheti azt (ismét nem annyira, mint a látható rendszerek), a hatótávolságuk a radarhoz képest korlátozott. A hatótávolságon belül az IRST szögfelbontása jobb, mint a radaré a rövidebb hullámhossz miatt.